# Матчи мужской сборной России по волейболу 1995
В сезоне 1995 года сборная России вновь не смогла завоевать медалей. В розыгрыше Мировой лиги в борьбе за бронзу россиян остановили кубинцы, а на Чемпионате Европы поражение в стартовом матче от сборной Чехии не позволило им выйти из группы. С таким результатом россияне впервые в истории (с учётом сборной СССР) не отобрались на кубок мира.
После серии провальных турниров непосредственно по ходу Чемпионата Европы в отставку был отправлен главный тренер сборной Виктор Радин.

## Матчи

### Мировая лига. Интерконтинентальный раунд
| № 1(54) | 20.05.1995 Гифу. «Гифу мемориал сентер». 6150 зрителей       | Япония — Россия — 1:3 (17:16, 5:15, 16:17, 12:15)       | Группа С |
| Япония: Масаёси Манабэ (1+1), Масаюки Идзумикава (10+23), Накаба Акияма (1+1), Юти Накагаити (2+13), Масаи Огино (5+21), Таити Сасаки (6+13). Выход на замену: Норико Мацуда (1+2), Масафуми Оура (3+14), Хидэюки Отакэ (7+9), Масаси Намбу (0+0), Минору Такэути (0+0), Сатоси Сэнсуи (0+0). Россия: Евгений Красильников (3+0), Павел Шишкин (6+19), Олег Шатунов (6+25), Дмитрий Фомин (18+29), Евгений Митьков (11+17), Сергей Ермишин (1+6). Выход на замену: Илья Савельев (0+3), Сергей Орленко (4+9), Константин Ушаков (0+0), Валерий Горюшев (1+8), Александр Климкин (0+1). |                                                              |                                                         |          |
| № 2(55) | 21.05.1995 Гифу. «Гифу мемориал сентер»                      | Япония — Россия — 1:3 (15:4, 6:15, 10:15, 3:15)         | Группа С |
| Япония: Масаи Огино (3+12), Таити Сасаки (1+4), Норико Мацуда (0+3), Масаюки Идзумикава (8+23), Сатоси Сэнсуи (2+8), Юти Накагаити (7+20). Выход на замену: Хидэюки Отакэ (2+4), Масаёси Манабэ (0+0), Масафуми Оура (0+0). Россия: Сергей Орленко (2+8), Евгений Красильников (5+2), Павел Шишкин (0+1), Олег Шатунов (11+18), Дмитрий Фомин (1+21), Евгений Митьков (0+0). Выход на замену: Илья Савельев (9+15), Валерий Горюшев (13+13). |                                                              |                                                         |          |
| № 3(56) | 26.05.1995 Кванджу. «Кванджу сити джимнезиум». 7100 зрителей | Корея — Россия — 1:3 (8:15, 10:15, 15:11, 9:15)         | Группа С |
| Корея: Син Ёнчхоль (1+1), Ён Джон-иль (3+9), Пак Хисан (8+13), Ким Седжин (8+19), Ху Инджун (0+2), Ким Сунчхе (5+19). Выход на замену: Кан Сунхён (0+0), Ку Джунхве (4+7), Чин Чханъук (0+0). Россия: Сергей Орленко (7+11), Евгений Красильников (3+0), Илья Савельев (4+7), Олег Шатунов (4+17), Дмитрий Фомин (9+17), Евгений Митьков (5+12). Выход на замену: Сергей Ермишин (3+3), Валерий Горюшев (1+4), Константин Ушаков (0+0), Павел Шишкин (5+4). |                                                              |                                                         |          |
| № 4(57) | 27.05.1995 Кванджу. «Кванджу сити джимнезиум». 9180 зрителей | Корея — Россия — 0:3 (9:15, 8:15, 6:15)                 | Группа С |
| Корея: Син Ён Чхоль (0+4), Ён Джон-иль (3+6), Пак Хисан (2+11), Ким Седжин (6+15), Ку Джунхве (0+6), Ким Сунчхе (3+11). Выход на замену: Кан Сунхён (0+0), Чин Чханъук (0+0), Ху Инджун (0+3). Россия: Сергей Орленко (6+10), Евгений Красильников (0+0), Павел Шишкин (6+17), Олег Шатунов (5+10), Дмитрий Фомин (14+13), Евгений Митьков (5+9). Выход на замену: Валерий Горюшев (0+1), Константин Ушаков (0+0), Виктор Сидельников (0+0). |                                                              |                                                         |          |
| № 5(58) | 2.06.1995 Москва. УСЗ ЦСКА. 2600 зрителей                    | Россия — Китай — 3:0 (15:8, 15:7, 15:9)                 | Группа С |
| Россия: Сергей Орленко (1+8), Евгений Красильников (0+1), Павел Шишкин (1+6), Олег Шатунов (3+13), Дмитрий Фомин (6+14), Евгений Митьков (4+8). Выход на замену: Валерий Горюшев (0+3), Константин Ушаков (0+1), Виктор Сидельников (0+1), Александр Климкин (0+1). Китай: ??? |                                                              |                                                         |          |
| № 6(59) | 3.06.1995 Москва. УСЗ ЦСКА. 1700 зрителей                    | Россия — Китай — 3:0 (15:11, 15:8, 16:14)               | Группа С |
| Россия: Константин Ушаков (0+2), Павел Шишкин (4+10), Олег Шатунов (4+12), Дмитрий Фомин (3+17), Евгений Митьков (6+14), Сергей Орленко (1+8). Выход на замену: Сергей Ермишин (0+7), Валерий Горюшев (0+2), Виктор Сидельников (0+0), Александр Климкин (0+2). Китай: ??? |                                                              |                                                         |          |
| № 7(60) | 9.06.1995 Москва. УСЗ ЦСКА. 3500 зрителей                    | Россия — Япония — 3:1 (14:16, 15:3, 15:5, 15:7)         | Группа С |
| Россия: Евгений Красильников (1+0), Павел Шишкин (1+12), Олег Шатунов (2+15), Дмитрий Фомин (8+22), Евгений Митьков (5+18), Сергей Орленко (1+4). Выход на замену: Руслан Олихвер (0+0), Константин Ушаков (0+0), Сергей Ермишин (1+1), Константин Сиденко (0+0). Япония: Норико Мацуда (0+0), Масаюки Идзумикава (1+11), Хидэюки Отакэ (0+7), Юти Накагаити (3+21), Масаи Огино (3+13), Таити Сасаки (1+10). Выход на замену: Минору Такэути (1+8), Масаёси Манабэ (0+0), Хацуюки Минами (0+0), Миюки Акияма (0+0).                                                                   |                                                              |                                                         |          |
| № 8(61) | 10.06.1995 Москва. УСЗ ЦСКА. 2300 зрителей                   | Россия — Япония — 3:0 (15:13, 16:14, 15:2)              | Группа С |
| Россия: Евгений Красильников (1+1), Павел Шишкин (6+10), Олег Шатунов (10+13), Дмитрий Фомин (7+17), Евгений Митьков (8+6), Сергей Ермишин (7+12). Выход на замену: Руслан Олихвер (0+1), Константин Ушаков (0+0). Япония: Норико Мацуда (0+0), Масаюки Идзумикава (7+9), Хидэюки Отакэ (0+8), Юти Накагаити (1+4), Масаи Огино (0+7), Таити Сасаки (2+6). Выход на замену: Минору Такэути (4+16), Масаёси Манабэ (0+0), Хацуюки Минами (4+4), Миюки Акияма (0+1), Масаси Намбу (1+3).                                                                                                 |                                                              |                                                         |          |
| № 9(62) | 16.06.1995 Москва. УСЗ ЦСКА. 3500 зрителей                   | Россия — Корея — 3:1 (15:2, 9:15, 17:15, 15:3)          | Группа С |
| Россия: Руслан Олихвер (2+8), Евгений Красильников (0+2), Павел Шишкин (11+22), Олег Шатунов (16+22), Дмитрий Фомин (12+23), Евгений Митьков (3+12). Выход на замену: Сергей Ермишин (5+11), Константин Ушаков (0+0), Сергей Орленко (0+0). Корея: Син Ёнчхоль (0+0), Ён Джон-иль (10+6), Пак Хисан (4+18), Ким Седжин (5+21), Ким Санъу (0+1), Ха Джонхва (3+20). Выход на замену: Ку Джунхве (4+14), Кан Сунхён (0+0), Чин Чханъук (2+1), Им Дохён (0+3). |                                                              |                                                         |          |
| № 10(63) | 17.06.1995 Москва. УСЗ ЦСКА. 3800 зрителей                   | Россия — Корея — 2:3 (15:12, 14:16, 15:13, 13:15, 9:15) | Группа С |
| Россия: Евгений Красильников (1+0), Павел Шишкин (5+11), Олег Шатунов (14+23), Дмитрий Фомин (6+17), Евгений Митьков (9+13), Руслан Олихвер (6+26). Выход на замену: Александр Климкин (7+21), Константин Ушаков (0+0), Константин Сиденко (5+7), Сергей Ермишин (1+4). Корея: Чин Чханъук (4+2), Ён Джон-иль (9+14), Пак Хисан (11+20), Ким Седжин (17+36), Ку Джунхве (7+16), Ким Сунчхе (0+1). Выход на замену: Им Дохён (11+14), Им Дохён (0+0), Син Ёнчхоль (0+0). |                                                              |                                                         |          |
| № 11(64) | 24.06.1995 Пекин. «Кэпитал Джимнезиум». 9000 зрителей        | Китай — Россия — 1:3 (6:15, 14:16, 17:15, 4:15)         | Группа С |
| Китай: Чжоу Цзяньань (1+3), Чжан Лимин (9+16), Ли Хайюнь (5+15), Ю Дэ (0+3), Чжан Сян (8+45), Чжэн Лян (2+15). Выход на замену: Чжан Ди (2+16), Ван Хэбинь (0+0), Хэнь Фэн (1+0), Чжу Ган (0+1). Россия: Евгений Красильников (6+1), Павел Шишкин (14+24), Олег Шатунов (8+30), Дмитрий Фомин (12+26), Евгений Митьков (7+14), Руслан Олихвер (4+21). Выход на замену: Сергей Ермишин (0+0). |                                                              |                                                         |          |
| № 12(65) | 25.06.1995 Пекин. «Кэпитал Джимнезиум». 7000 зрителей        | Китай — Россия — 3:2 (15:10, 10:15, 9:15, 15:3, 15:13)  | Группа С |
| Китай: Чжоу Цзяньань (2+2), Чжан Лимин (5+2), Ли Хайюнь (1+5), Ю Дэ (6+7), Чжан Сян (10+22), Чжэн Лян (11+10). Выход на замену: Чжан Ди (4+2), Ван Хэбинь (0+0), Чэнь Фэн (3+7), Вэн Игин (0+0), Лю Вэйчжун (0+0). Россия: Виктор Сидельников (2+1), Павел Шишкин (7+18), Олег Шатунов (6+14), Дмитрий Фомин (14+17), Евгений Митьков (3+2), Руслан Олихвер (2+3). Выход на замену: Сергей Ермишин (6+3), Александр Климкин (5+10), Сергей Орленко (0+0). |                                                              |                                                         |          |

### Мировая лига. «Финал шести»
| № 13(66) | 4.07.1995 Белу-Оризонти. «Minerinho». 6000 зрителей       | Россия — Куба — 0:3 (9:15, 8:15, 5:15)                  | Финальная группа  |
| Россия: Евгений Красильников (0+0), Олег Шатунов (5+10), Руслан Олихвер (1+4), Дмитрий Фомин (4+15), Павел Шишкин (3+13), Евгений Митьков (1+8). Выход на замену: Константин Сиденко (0+0), Виктор Сидельников (0+0), Сергей Ермишин (1+3), Сергей Орленко (0+0). Куба: Рауль Диаго (2+1), Фредди Брукс (4+14), Хоэль Деспайн (3+15), Родольфо Санчес (11+9), Освальдо Эрнандес (4+9), Иосвани Эрнандес (4+7). Выход на замену: Рикардо Вантес (0+0), Идальберто Вальдес (0+0), Абель Сармьентос (0+0).                                                 |                                                           |                                                         |                   |
| № 14(67) | 5.07.1995 Белу-Оризонти. «Minerinho». 21000 зрителей      | Бразилия — Россия — 3:1 (15:4, 13:15, 15:8, 15:11)      | Финальная группа  |
| Бразилия: Маурисио Лима (1+3), Алешандре Самуэль (4+11), Пауло Сильва (Паулао) (9+7), Бернардо Жилсон (13+2), Джоване Гавио (10+17), Дуглас Чаротти (7+12). Выход на замену: Кассио Перейра (0+0), Антонио Говея (Карлао) (1+0), Жозениас Сантос (0+0). Россия: Евгений Красильников (1+1), Павел Шишкин (7+14), Олег Шатунов (4+16), Дмитрий Фомин (7+21), Евгений Митьков (5+8), Руслан Олихвер (3+9). Выход на замену: Игорь Шулепов (0+0), Константин Сиденко (0+0), Сергей Ермишин (0+0), Сергей Орленко (0+1).                                    |                                                           |                                                         |                   |
| № 15(68) | 6.07.1995 Белу-Оризонти. «Minerinho». 1500 зрителей       | Россия — Болгария — 3:0 (15:10, 15:10, 15:2)            | Финальная группа  |
| Россия: Евгений Красильников (0+0), Павел Шишкин (7+9), Олег Шатунов (5+6), Дмитрий Фомин (18+15), Евгений Митьков (3+5), Руслан Олихвер (3+3). Выход на замену: Сергей Ермишин (1+0). Болгария: Найден Найденов (1+4), Николай Желязков (1+3), Любомир Ганев (5+10), Мартин Стоев (0+0), Петр Узунов (1+4), Николай Иванов. Выход на замену: Ивайло Гаврилов (1+2), Пламен Константинов (0+6), Димо Тонев (4+4), Евгений Иванов (2+6). |                                                           |                                                         |                   |
| № 16(69) | 8.07.1995 Рио-де-Жанейро. «Maracanazinho». 14000 зрителей | Россия — Италия — 3:1 (5:15, 16:14, 15:13, 15:7)        | Финальная группа  |
| Россия: Евгений Красильников (2+0), Павел Шишкин (12+14), Олег Шатунов (10+19), Дмитрий Фомин (9+25), Евгений Митьков (3+12), Руслан Олихвер (3+6). Выход на замену: Сергей Ермишин (0+0), Константин Сиденко (0+0), Сергей Орленко (0+0). Италия: Марко Меони (5+0), Андреа Джани (5+19), Паскуале Гравина (14+14), Вигор Боволента (3+11), Самуэле Папи (6+11), Симоне Розальба (0+7). Выход на замену: Андреа Сарторетти (3+6), Дамьяно Пиппи (0+2), Давиде Беллини (0+0), Джакомо Джиретто (1+3), Микеле Пазинато (0+3).                            |                                                           |                                                         |                   |
| № 17(70) | 9.07.1995 Рио-де-Жанейро. «Maracanazinho». 18500 зрителей | Россия — Куба — 2:3 (13:15, 10:15, 16:14, 15:11, 13:15) | Матч за 3-е место |
| Россия: Евгений Красильников (4+0), Александр Климкин (3+7), Олег Шатунов (10+21), Дмитрий Фомин (20+37), Евгений Митьков (1+4), Руслан Олихвер (4+13). Выход на замену: Сергей Ермишин (0+0), Константин Сиденко (0+0), Сергей Орленко (0+0), Игорь Шулепов (3+6). Куба: Рауль Диаго (4+3), Фредди Брукс (10+18), Освальдо Эрнандес (11+15), Хоэль Деспайн (8+30), Абель Сармьентос (14+15), Иосвани Эрнандес (2+6). Выход на замену: Рикардо Вантес (0+0), Идальберто Вальдес (0+0), Родольфо Санчес (0+0), Алексис Батте (0+0), Николас Вивес (0+0). |                                                           |                                                         |                   |

### Чемпионат Европы
| № 18(71) | 8.09.1994 Патры. Дворец спорта                         | Россия — Чехия — 2:3 (15:3, 13:15, 13:15, 16:14, 12:15) | Группа 2               |
| Россия: ??? Чехия: ??? |                                                        |                                                         |                        |
| № 19(72) | 9.09.1994 Патры. Дворец спорта                         | Польша — Россия — 1:3 (12:15, 15:10, 5:15, 2:15)        | Группа 2               |
| Польша: ??? Россия: ??? |                                                        |                                                         |                        |
| № 20(73) | 10.09.1994 Патры. Дворец спорта                        | Румыния — Россия — 0:3 (3:15, 4:15, 9:15)               | Группа 2               |
| Румыния: ??? Россия: ??? |                                                        |                                                         |                        |
| № 21(74) | 12.09.1994 Патры. Дворец спорта. 1500 зрителей         | Болгария — Россия — 3:1 (13:15, 15:10, 15:13, 17:16)    | Группа 2               |
| Болгария: Николай Иванов (2+2), Пламен Константинов (6+14), Петр Узунов (9+24), Любомир Ганев (11+27), Мартин Стоев (7+17), Димо Тонев (8+18). Выход на замену: Найден Найденов (0+0), Радослав Арсов (1+2), Николай Желязков (0+1). Россия: Руслан Олихвер (6+13), Евгений Красильников (2+0), Павел Шишкин (7+13), Олег Шатунов (0+6), Дмитрий Фомин (12+34), Илья Савельев (3+7). Выход на замену: Евгений Митьков (1+7), Сергей Орленко (0+0), Сергей Ермишин (3+13), Константин Ушаков (1+1), Игорь Шулепов (1+5). |                                                        |                                                         |                        |
| № 22(75) | 13.09.1994 Патры. Дворец спорта. 2100 зрителей         | Россия — Италия — 3:1 (15:10, 15:12, 4:15, 15:10)       | Группа 2               |
| Россия: Руслан Олихвер (5+7), Константин Ушаков (2+2), Павел Шишкин (9+15), Сергей Ермишин (3+19), Дмитрий Фомин (8+17), Игорь Шулепов (4+14). Выход на замену: Евгений Митьков (0+0), Сергей Орленко (1+0). Италия: Паскуале Гравина (4+10), Паоло Тофоли (0+3), Лоренцо Бернарди (5+10), Андреа Гардини (5+14), Андреа Джани (10+18), Самуэле Папи (1+4). Выход на замену: Лука Кантагалли (7+13), Марко Браччи (3+5), Вигор Боволента (0+0).                                                                         |                                                        |                                                         |                        |
| № 23(76) | 15.09.1994 Афины. «Дворец мира и дружбы». 200 зрителей | Россия — Германия — 3:0 (15:13, 15:7, 15:11)            | Полуфинал за 5-8 места |
| Россия: Руслан Олихвер (6+7), Константин Ушаков (1+6), Павел Шишкин (5+3), Сергей Ермишин (4+13), Дмитрий Фомин (7+12), Игорь Шулепов (1+1). Выход на замену: Евгений Митьков (3+5), Сергей Орленко (0+0), Олег Шатунов (0+0). Германия: Дирк Ольденбург (4+15), Франк Штюцке (0+7), Роберт Дельниц (2+8), Маттиас Хеберляйн (2+2), Вольфганг Кук (5+13), Богдан Яловецки (5+5). Выход на замену: Енневайн (0+0), Франк Райман (0+0).                                                                                   |                                                        |                                                         |                        |
| № 24(77) | 16.09.1994 Афины. «Дворец мира и дружбы». 100 зрителей | Россия — Польша — 3:0 (15:5, 15:9, 15:1)                | Матч за 5-е место      |
| Россия: Руслан Олихвер (1+7), Константин Ушаков (3+0), Павел Шишкин (18+5), Сергей Ермишин (1+5), Дмитрий Фомин (7+7), Игорь Шулепов (3+4). Польша: Мариуш Шишко (0+0), Лешек Урбанович (1+0), Дамьян Дацевич (0+2), Пётр Грушка (0+2), Кшиштоф Стельмах (0+2), Витольд Роман (0+3). Выход на замену: Мариуш Сордыль (4+10), Кшиштоф Смигель (3+3), Анджей Стельмах (1+3), Радослав Панас (3+3). |                                                        |                                                         |                        |

## Состав
| №  | Игрок                | Год рождения | Амплуа       | Клуб                                       | Турниры и игры | Турниры и игры | Всего матчей | Очки | Отыгр. подачи | Всего очков |
| №  | Игрок                | Год рождения | Амплуа       | Клуб                                       | МЛ             | ЧЕ             | Всего матчей | Очки | Отыгр. подачи | Всего очков |
| -- | -------------------- | ------------ | ------------ | ------------------------------------------ | -------------- | -------------- | ------------ | ---- | ------------- | ----------- |
| 1  | Дмитрий Фомин        | 1968         | диагональный | «Равенна»                                  | 17(17)         | 4(4) ?         | 21(21)       | 203  | 416           | 619         |
| 2  | Олег Шатунов         | 1967         | блокирующий  | «Альпитур» Кунео «Джапан тобакко» Хиросима | 17(17)         | 2(1) ?         | 19(18)       | 123  | 290           | 413         |
| 3  | Павел Шишкин         | 1970         | доигровщик   | «Дзинелла» Болонья «Репорт» Сузану         | 16(15)         | 4(4) ?         | 20(19)       | 134  | 240           | 374         |
| 4  | Евгений Митьков      | 1972         | доигровщик   | «Джапан тобакко» Хиросима                  | 17(17)         | 3 ?            | 20(17)       | 83   | 174           | 257         |
| 5  | Руслан Олихвер       | 1969         | блокирующий  | «Дайтона» Модена «Репорт» Сузану           | 11(9)          | 4(4) ?         | 15(13)       | 46   | 128           | 174         |
| 6  | Сергей Ермишин       | 1970         | блокирующий  | ЦСКА                                       | 14(2)          | 4(3) ?         | 18(5)        | 37   | 100           | 137         |
| 7  | Сергей Орленко       | 1971         | блокирующий  | ЦСКА                                       | 13(6)          | 3 ?            | 16(6)        | 23   | 59            | 82          |
| 8  | Александр Климкин    | 1972         | диагональный | ЦСКА МДА Падуя                             | 6(1)           |                | 6(1)         | 15   | 42            | 57          |
| 9  | Илья Савельев        | 1971         | доигровщик   | «Карипарма» Парма «Конад» Феррара          | 3(1)           | 1(1) ?         | 4(2)         | 16   | 32            | 48          |
| 10 | Валерий Горюшев      | 1973         | доигровщик   | «Искра» Одинцово «Джойя-дель-Колле»        | 6              |                | 6            | 15   | 31            | 46          |
| 11 | Игорь Шулепов        | 1972         | доигровщик   | «УЭМ-Изумруд» Екатеринбург                 | 2              | 4(3) ?         | 6(3)         | 12   | 30            | 42          |
| 12 | Евгений Красильников | 1965         | связующий    | «Левша» Тула «Эмлякбанк» Анкара            | 15(15)         | 1(1) ?         | 16(16)       | 29   | 7             | 36          |
| 13 | Константин Ушаков    | 1970         | связующий    | ЦСКА                                       | 9(1)           | 4(3) ?         | 13(4)        | 7    | 12            | 19          |
| 14 | Константин Сиденко   | 1974         | доигровщик   | СКА Ростов-на-Дону ЦСКА                    | 6              |                | 6            | 5    | 7             | 12          |
| 15 | Виктор Сидельников   | 1963         | связующий    | «Автомобилист» Санкт-Петербург «Мёрс»      | 5(1)           |                | 5(1)         | 2    | 2             | 4           |

Примечание: набранные игроками очки приведены за 21 матч (кроме матчей № 71-73)
- Главный тренер — Виктор Радин
- Тренер — Юрий Фураев

В играх приняли участие 15 волейболистов, 13 из которых выходили на площадку в стартовом составе. Дебютировали в составе сборной трое волейболистов — Александр Климкин, Константин Сиденко и Игорь Шулепов.

## Итоги
Всего в сезоне 1995 года сборная России провела 24 официальных матча против команд 11 стран, в которых одержала 17 побед, проиграв 7 встреч при соотношении партий 61:30.
| Турнир                                        | И  | В  | П | С/П   | Место |
| --------------------------------------------- | -- | -- | - | ----- | ----- |
| Мировая лига 1995. Интерконтинентальный раунд | 12 | 10 | 2 | 34:12 | 1 гр. |
| Мировая лига 1995. Финальный турнир           | 5  | 2  | 3 | 9:10  | 4     |
| Чемпионат Европы 1995                         | 7  | 5  | 2 | 18:8  | 5     |